# Alfred Nijhuis
Alfred Nijhuis (ur. 23 marca 1966 w Utrechcie) – były holenderski piłkarz występujący na pozycji obrońcy.

## Kariera
Nijhuis zawodową karierę rozpoczynał w sezonie 1984/1985 w pierwszoligowym FC Twente. W debiutanckim sezonie zajął z nim 8. miejsce w lidze. W następnym sezonie jego uplasował się na 14. pozycji, a w sezonie 1986/1987 na siódmej. W Twente Nijhuis spędził trzy lata.
W 1987 roku odszedł do niemieckiego trzecioligowca - ASC Schöppingen. W tym klubie występował przez cztery lata. W 1991 roku przeszedł do pierwszoligowego MSV Duisburg. W pierwszej lidze niemieckiej zadebiutował 2 sierpnia 1991 w wygranym 1:0 meczu z VfB Stuttgart. 1 listopada 1991 w przegranym 3:6 pojedynku z Eintrachtem Frankfurt Nijhuis strzelił pierwszego gola w trakcie gry w niemieckiej ekstraklasie. W sezonie 1991/1992 zajął z klubem 19. miejsce w lidze i spadł z nim do drugiej ligi. W 1993 roku jego klub powrócił do ekstraklasy. W 1995 roku ponownie został zdegradowany do 2. Bundesligi, ale po roku ponownie awansował do pierwszej ligi. W Duisburgu Nijhuis spędził 6 sezonów. W sumie rozegrał tam 180 ligowych spotkań i zdobył w nich 17 bramek.
W 1997 roku odszedł do japońskiego Urawa Red Diamonds. Tam spędził jeden sezon, a potem powrócił do Niemiec, gdzie podpisał kontrakt z Borussią Dortmund. W jej barwach zadebiutował 22 sierpnia 1998 w wygranym 3:0 meczu rozgrywek Bundesligi z Herthą Berlin. W sezonie 2000/2001 zajął z klubem trzecie miejsce w lidze, które było jego najlepszym w trakcie gry w Bundeslidze. W Borussii zagrał łącznie w 61 ligowych meczach i strzelił 6 goli. W 2001 roku zakończył karierę.